# 鼓楼区 (开封市)
鼓楼区是中华人民共和国河南省开封市的一个市辖区，面积59平方公里，常住总人口为13.62万人。區人民政府駐中山路中段92號。

## 历史沿革
鼓楼区前身为1948年10月设立的开封市第二区。1956年3月，开封市内区域进行调整，原第二区及第三区南部改为鼓楼区，管辖范围为城墙内开封老城的中南部。2005年，原南关区、郊区和开封县的部分地区划归鼓楼区管辖。

## 行政区划
鼓楼区下辖8个街道办事处：
相国寺街道、新华街道、卧龙街道、州桥街道、西司门街道、南苑街道、五一街道和仙人庄街道。

## 人口民族
根據全國第七次人口普查數據顯示，截至2020年11月1日零時，鼓樓區常住人口136167人    。其中，城鎮人口128987人，農村人口7180人。男性66617人，女性69550人，總人口性別比為95.78。全區家庭户51943户，集體户1069户，家庭户人口132494人，集體户人口3673人。

## 文化旅游
鼓楼区地处开封市中心，是开封历史文化的主要展示区。区内的主要旅游景点包括大相国寺、延庆观、开封府、包公祠、书店街等。鼓楼区也以美食著称，鼓楼夜市和西司夜市是开封著名的夜市，第一楼灌汤包、稻香居锅贴、马豫兴桶子鸡、又一新等老字号也位于鼓楼区。

## 交通
郑民高速从辖区南部横穿而过，为主要的联外高速公路。此外还有 310国道等国省公路干线途经。